# 阿南德纳加尔
阿南德纳加尔（Anandnagar），是印度北方邦Maharajganj县的一个城镇。总人口10181（2001年）。

## 人口
该地2001年总人口10181人，其中男性5357人，女性4824人；0—6岁人口1506人，其中男772人，女734人；识字率72.06%，其中男性为78.51%，女性为64.88%。